# Tour de l'horloge de Graz
La tour de l'horloge de Graz est une tour haute de 28 m. Située dans le château de Schloßberg, elle est un point de repère de Graz.

## Histoire
La base de la tour date probablement du XIIIe siècle. Les premières mentions de la tour font référence à l'installation des fortifications vers 1265. Sa forme actuelle date de 1560. Sur chacun des quatre côtés de la tour se trouve un cadran d'un diamètre de plus de cinq mètres, installé en 1712. Au-dessus des cadrans, le chemin de ronde en bois permet l'observation de la ville pour prévenir du feu.
À l'origine, la tour ne devait avoir qu'un seul cadran, comme de coutume. De même, l'aiguille des minutes est plus petite que celle des heures. La tour de l'horloge est rachetée par les citoyens de Graz en 1809 après le départ de l'armée napoléonienne, contrairement au reste des fortifications qui est rasé.
La tour conserve trois cloches : la cloche de l'heure est datée de 1382, elle est la plus vieille cloche de Graz, elle sonne encore toutes les heures. La cloche de feu, de 1645, permettait l'alerte à un incendie. La "cloche des pécheurs", de 1450, marquait le début des exécutions puis du couvre-feu au XIXe siècle.
En 2003, année où Graz fut capitale européenne de la culture, la tour de l'horloge fut accompagnée d'une réplique peinte en noir. Elle est l'œuvre de l'artiste Markus Wilfling. Malgré des demandes pour conserver les deux tours ensemble, la ville de Graz refuse pour laisser le seul vrai monument en valeur. La réplique est finalement réinstallée sur un rond-point du centre commercial de Seiersberg au sud de Graz.
Fin septembre 2008, la rénovation de la tour commence. La première partie, la rénovation des parties en bois, est finie en 2009. Les cadrans sont nettoyés en novembre 2011.
Au pied de la tour se trouve un chien en pierre. Une légende dit qu'en 1481, un chien aboya pour avertir que la princesse Cunégonde, la fille de l'empereur Frédéric III, avait été enlevée par des mercenaires aux ordres de Matthias de Hongrie, à qui on avait refusé sa main. En remerciement, l'empereur fit élever la statue.